# Dick Schoof

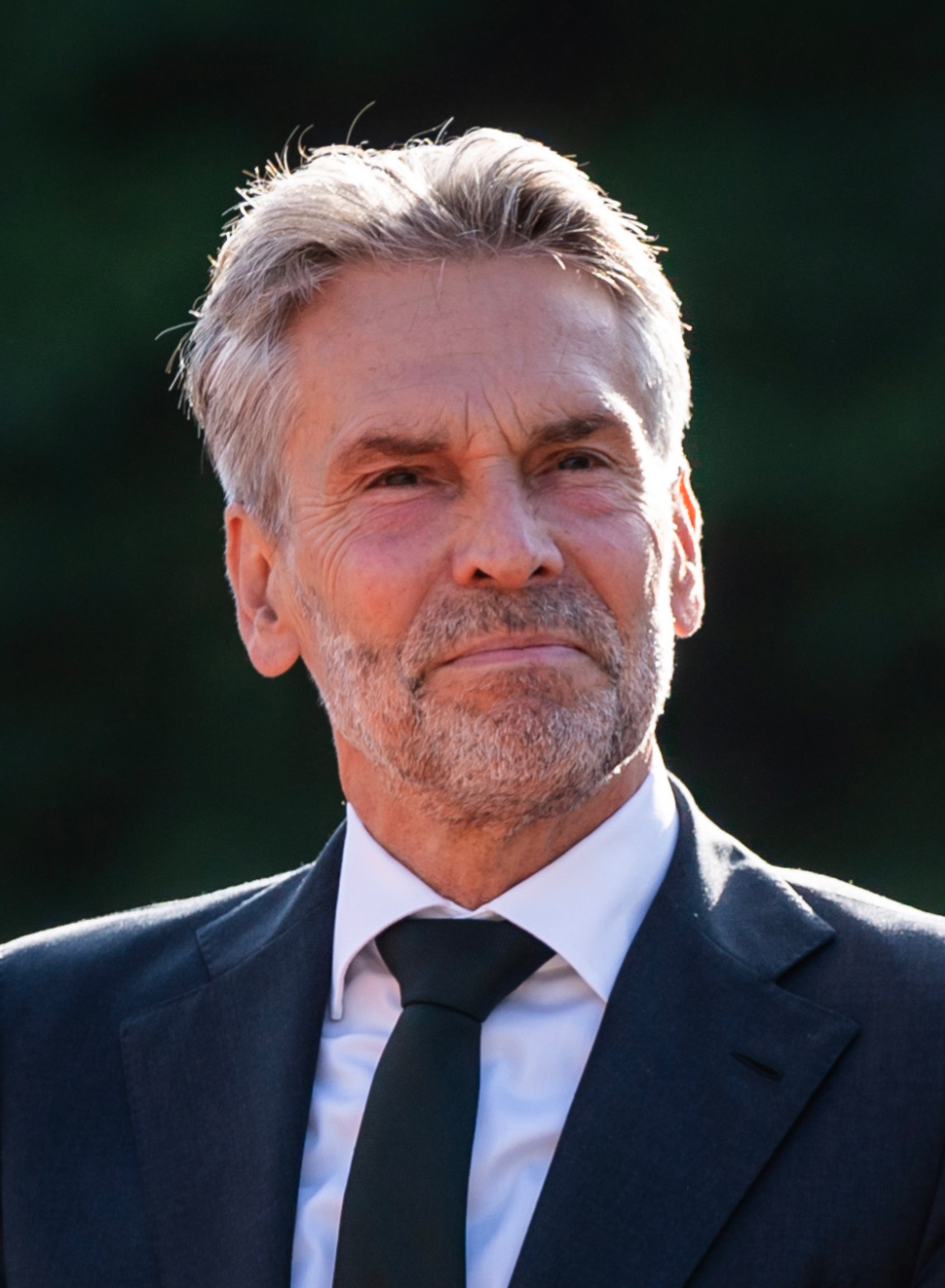
Dick Schoof (2025)

Hendrikus Wilhelmus Maria „Dick“ Schoof (Aussprache [ɦɛnˈdrikʏs ʋɪlˈɦɛlmʏs maˈrijaː dɪk sxoːf], * 8. März 1957 in Santpoort, Velsen) ist ein niederländischer Politiker (parteilos) und seit Juli 2024 Ministerpräsident der Niederlande.
Von 2020 bis 2024 war er Generalsekretär im Ministerium für Justiz und Sicherheit (Ministerie van Justitie en Veiligheid). Zuvor war er Generaldirektor des Allgemeinen Nachrichten- und Sicherheitsdienstes (AIVD) und Nationaler Koordinator für Terrorismusbekämpfung und Sicherheit (NCTV).

## Leben

### Kindheit
Schoof wurde als Zweitjüngster einer katholischen Familie mit sieben Kindern in Santpoort geboren und wuchs ab seinem achten Lebensjahr in Hengelo auf. Sein zehn Jahre älterer Bruder Nico Schoof ist ehemaliger Bürgermeister von Alphen aan den Rijn. Von 1969 bis 1975 besuchte Dick Schoof das RK Lyceum De Grundel in Hengelo, die gleiche Schule wie Pieter Omtzigt, dem Gründer der Partei Nieuw Sociaal Contract.

### Ausbildung und berufliche Karriere
Er studierte von 1975 bis 1982 Stadt- und Regionalplanung an der Radboud-Universität Nijmegen und arbeitete anschließend beim Verband der niederländischen Gemeinden (Vereniging van Nederlandse Gemeenten). 1988 wurde er Beamter im Ministerium für Bildung, Kultur und Wissenschaft (Ministerie van Onderwijs, Cultuur en Wetenschap), wo er verschiedene Positionen innehatte. 1996 wurde er zum stellvertretenden Generalsekretär im Justizministerium ernannt.
Danach wurde Schoof zum Leiter mehrerer Justiz- und Sicherheitsdienste ernannt. So war er von 1999 bis 2003 Generaldirektor des Einwanderungs- und Einbürgerungsdienstes (Immigratie en Naturalisatiedienst) und spielte am Ende dieses Zeitraums als Projektgeneraldirektor eine wichtige Rolle bei der Reform der Einwanderungsgesetzgebung. Von 2003 bis 2010 war er Generaldirektor Öffentliche Ordnung und Sicherheit im Ministerium für Inneres und Königreichsbeziehungen (Ministerie van Binnenlandse Zaken en Koninkrijksrelaties). 2010 wurde Schoof im Justizministerium Generaldirektor für die Polizei. Als solcher war er während der Umstrukturierung der Polizei von mehreren regionalen Organisationen zu einer einzigen nationalen Polizei verantwortlich. Im März 2013 trat er die Nachfolge von Erik Akerboom als Nationaler Koordinator für Terrorismusbekämpfung und Sicherheit (Nationaal Coördinator Terrorismebestrijding en Veiligheid) an. Er wurde als Leiter der nationalen Terrorismusbekämpfungseinheit kritisiert, weil er versucht haben soll, die Ermittlungen zum Abschuss von Malaysia-Airlines-Flug 17 zu beeinflussen.
Im November 2018 übernahm Schoof als Nachfolger von Rob Bertholee die Stelle des Generaldirektors des Allgemeinen Nachrichten- und Sicherheitsdienstes (Algemene Inlichtingen- en Veiligheidsdienst). Am 1. März 2020 wurde Schoof zum neuen Generalsekretär im Ministerium für Justiz und Sicherheit ernannt, der höchsten nicht-politischen Position im Ministerium.

### Politische Karriere
Schoof war bis 2020 Mitglied der Partij van de Arbeid (PvdA).
Im Zuge der Koalitionsverhandlungen nach der Parlamentswahl 2023 nominierten die niederländischen Koalitionsparteien PVV, VVD, NSC und BBB Schoof für das Amt des Ministerpräsidenten.
Am 2. Juli 2024 wurden er und das von ihm geführte Kabinett vereidigt. Am 3. Juni 2025 verlor die Regierung durch den Austritt der PVV die Mehrheit im Parlament. Seither amtiert Schoof als geschäftsführender Ministerpräsident.

### Privates
Schoof ist liiert und hat mit seiner Ex-Frau zwei aus China stammende adoptierte Kinder. Er läuft in seiner Freizeit  Marathons.